# Microphysogobio alticorpus
Microphysogobio alticorpus is een straalvinnige vissensoort uit de familie van de eigenlijke karpers (Cyprinidae). De wetenschappelijke naam van de soort is voor het eerst geldig gepubliceerd in 1968 door Petru Bănărescu en Teodor T. Nalbant.